# Sojapülpe
Sojapülpe entsteht als Koppelprodukt bei der Herstellung von Sojagetränken und Tofu und findet als proteinreiches Futtermittel mit hohem energetischem Wert Verwendung. Aufgrund des hohen Rohfettanteils findet Sojapülpe vor allem in der Milchproduktion Verwendung.
In geringem Umfang findet Sojapülpe unter der Bezeichnung Okara eine unmittelbare Verwendung als Nahrungsmittel.
Häufig findet sich auch die missverständliche Bezeichnung Sojakuchen. Tatsächlich bezeichnet Sojakuchen aber die entölten Bestandteile der Sojabohne, die bei der Extraktion des Sojaöls durch Pressung zurückbleiben.

## Herstellung
Die Sojabohne wird geschält, vermahlen und aufgekocht. Die festen und flüssigen Bestandteile werden getrennt in die sogenannte „Sojamilch“ und Sojapülpe. Während die „Sojamilch“ als Nahrungsmittel dient bzw. als Zwischenprodukt für die Tofuproduktion Verwendung findet, wird die Sojapülpe in der Regel an landwirtschaftliche Betriebe abgegeben und dort durch Silierung haltbar gemacht.

## Bestandteile
Typische Anteile der Sojapülpe sind, bezogen auf die Trockensubstanz:
- 33 % Rohprotein
- 16 % Rohfett

Damit ist der Nährwert im Vergleich zur ganzen Sojabohne (ca. 40 % Rohprotein, 20 % Rohfett in der Trockensubstanz) nur geringfügig verringert.